# Eurycantha insularis
Eurycantha insularis ist eine der Dorngespenstschrecke (Eurycantha calcarata) sehr ähnliche, jedoch besonders im männlichen Geschlecht deutlich kleinere Art aus der Ordnung der Gespenstschrecken (Phasmatodea). Ein deutscher Name ist zurzeit nicht gebräuchlich. Im englischen Sprachraum wird die Art als „Oil Palm Stick Insect“, also Ölpalmen-Gespenstschrecke, bezeichnet.

## Merkmale
Die Weibchen ähneln in ihrem Körperbau sehr stark denen der Dorngespenstschrecke und bleiben mit etwa 11,5 bis 12 Zentimetern Länge auch nur unwesentlich kleiner als diese. Adulte Weibchen sind blass braun. Die Grundfarbe wirkt stets so trüb, als würden sich die Tiere jeden Moment häuten. Die Dornen entlang des Körperrandes sind grün. Die glänzend braunen Männchen sind mit 8 bis 8,5 Zentimetern Länge nicht nur deutlich kleiner, sondern auch viel zierlicher als die der Dorngespenstschrecke. Bei ihnen sind die Hinterschenkel nicht verdickt und auch nicht so stark bedornt.

## Verbreitung
Die Art ist auf den Salomonen und auf der östlichen Insel Neuguinea und der zu Papua-Neuguinea gehörigen Insel Woodlark beheimatet.

## Verhalten
Eurycantha insularis ist ihrem Verhalten nach ein typischer Vertreter der kleineren Eurycantha-Arten und somit weniger aggressiv als die großen Arten. Sie ist ebenfalls nachtaktiv und die Weibchen legen wie die der größeren Verwandten, ihre etwa 7,5 Millimeter langen, knapp 3,5 Millimeter breiten und gut 70 Milligramm schweren Eier mittels Legestachel (Ovipositor) ins Erdreich ab.

## Systematik
Die Systematik der Art innerhalb der Gattung Eurycantha ist noch nicht vollständig geklärt. Die Abgrenzung der einzelnen Arten gegeneinander wird dadurch erschwert, dass das als Holotypus von Eurycantha insularis beschriebene Männchen verschollen ist. Einige Autoren führen die zwei von Josef Redtenbacher 1908 beschriebenen Arten Eurycantha coenosa und Eurycantha coriacea als valide Arten. Andere sehen in ihnen Unterarten von Eurycantha insularis. Die jeweils jüngsten Veröffentlichungen erkennen sie lediglich als Synonyme zu dieser an.

## Terraristik
Eurycantha insularis ist leicht im Terrarium zu halten. Als Futter werden sowohl den Imagines, als auch den Nymphen belaubte Brombeerzweige, die in Vasen ins Terrarium gestellt werden, gereicht. Regelmäßiges Besprühen mit lauwarmem Wasser sorgt für genügend Feuchtigkeit. Da die Männchen untereinander nicht so aggressiv sind wie die der Dorngespenstschrecke, können auch mehrere Pärchen in einem Terrarium gepflegt werden.
Der ursprüngliche Zuchtstamm dieser Art geht auf Tiere zurück, die an Ölpalmen (Elaeis guineensis) in Popondetta gefunden wurden und deren Eier 1990 an Mel Herbert gingen. Dieser Stamm wird von der Phasmid Study Group unter der PSG-Nummer 111 geführt und wurde lange von einigen Autoren als Unterart Eurycantha insularis coriacea angesprochen.

## Bilder

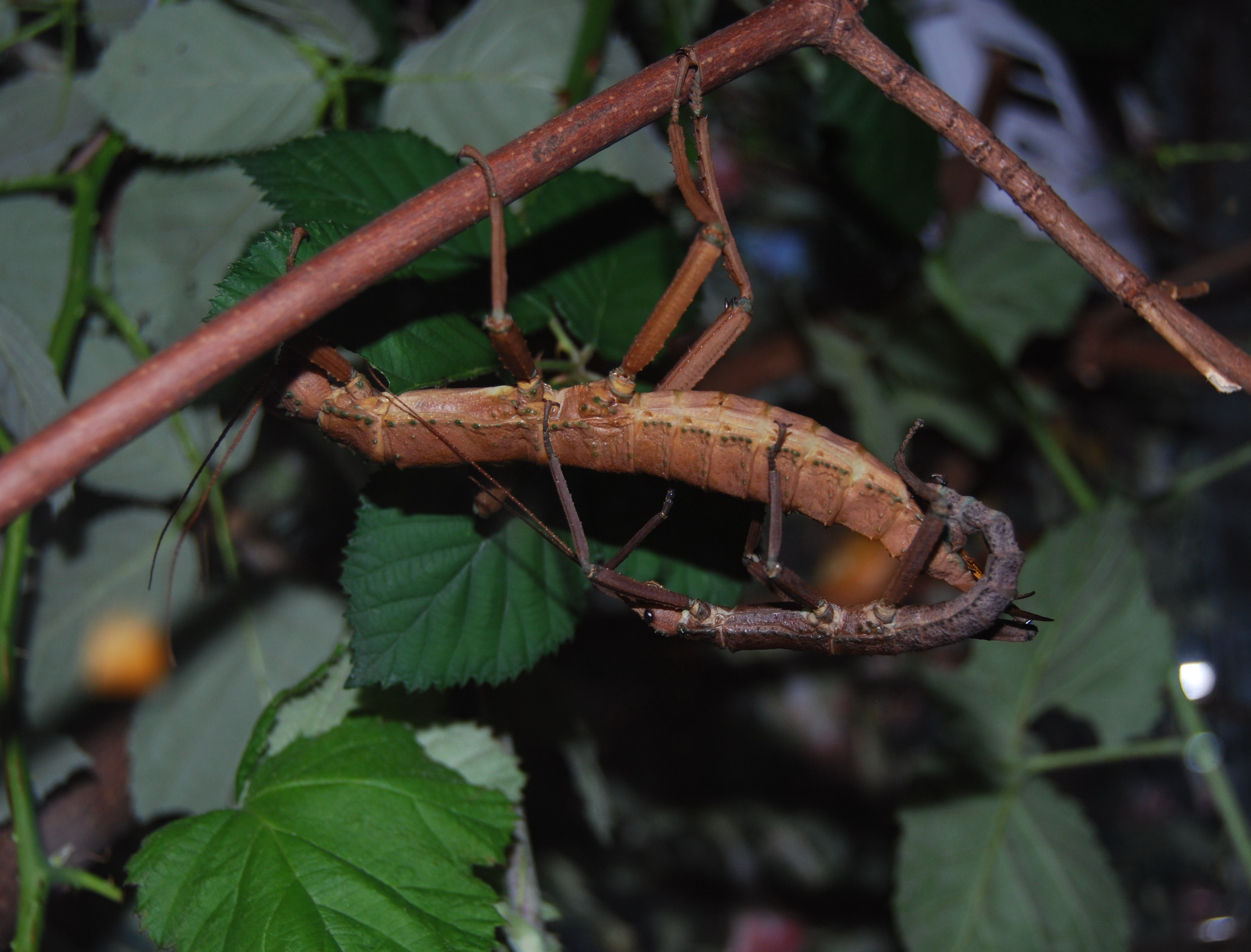
Paarung
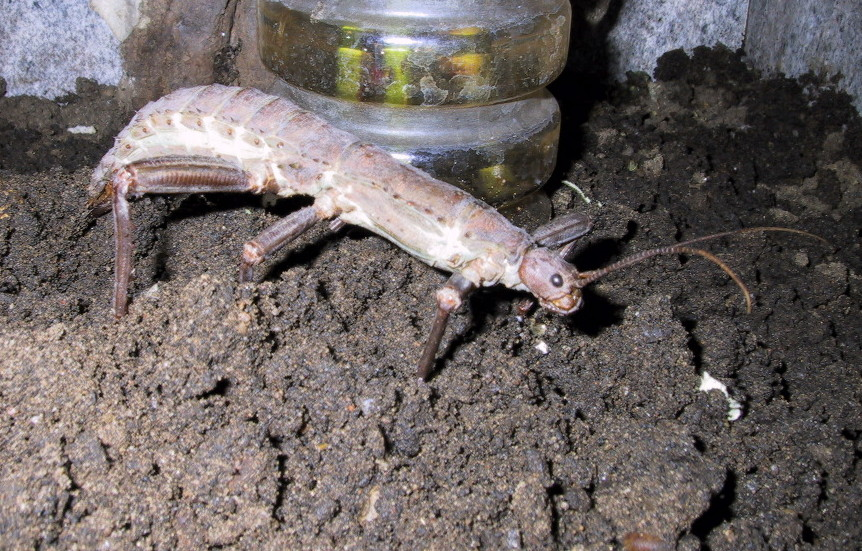
Weibchen bei der Eiablage
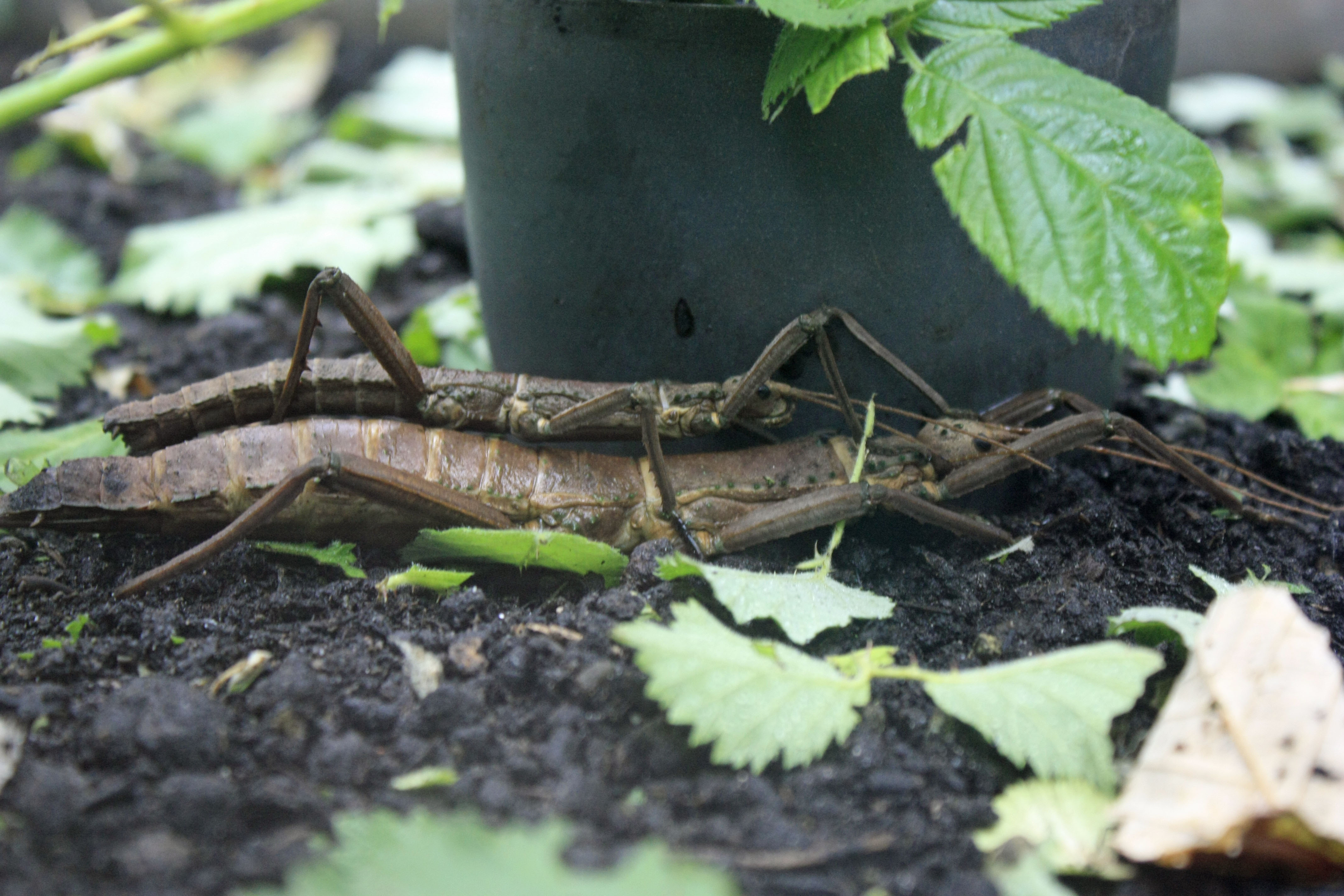
Pärchen